# Јука Јошида
Јука Канеко, рођена Јука Јошида (јап. 吉田友佳; Марибор, 1. април 1976), бивша је јапанска професионална тенисерка.

## Биографија
Рођена је 1. априла 1976. у префектури Тотори. Дипломирала је на Технолошком институту Мусаши Факултета за животну средину и информационе студије 2010. године.
У својој каријери је освојила три титуле у дублу на такмичењима Женске тениске асоцијације: Отворено првенство Јапана 1995, Тајланда 1996. и Египта 2005. Освојила је пет титула у синглу и седам у дублу на ИТФ женском међународном тениском турниру.
Њен најбољи гренд слем наступ је био 1998. године када је стигла до четвртфинала турнира у дублу Отвореног првенства Сједињених Америчких Држава.

## Финала Женске тениске асоцијације
| Врста       | Сингл | Дубл |
| ----------- | ----- | ---- |
| Гренд слем  | 0–0   | 0–0  |
| Ниво I      | 0–0   | 0–0  |
| Ниво II     | 0–0   | 0–0  |
| Ниво III    | 0–0   | 2–1  |
| Ниво IV и V | 0–1   | 1–1  |

### Сингл: 1
| Резултат       | Позиција | Датум       | Место      | Противник                           | Скор     |
| -------------- | -------- | ----------- | ---------- | ----------------------------------- | -------- |
| Другопласирани | 1.       | Април 1997. | Индонезија | [[Наоко Савамацу\| Наоко Савамацу]] | 3–6, 2–6 |

### Дубл: 5 (3 титуле, 2 другопласирана)
| Резултат       | Позиција | Датум          | Место        | Партнер                               | Противници                                                                      | Скор                    |
| -------------- | -------- | -------------- | ------------ | ------------------------------------- | ------------------------------------------------------------------------------- | ----------------------- |
| Победник       | 1.       | Април 1995.    | Токио        | [[Михо Саеки\| Михо Саеки]]           | [[Кјоко Нагацука\| Кјоко Нагацука]] [[Ај Сугијама\| Ај Сугијама]]               | 6–7(5–7), 6–4, 7–6(7–5) |
| Победник       | 2.       | Новембар 1996. | Тајланд      | Михо Саеки                            | [[Тина Крижан\| Тина Крижан]] [[Нана Смит\| Нана Смит]]                         | 6–2, 6–3                |
| Другопласирани | 3.       | Април 1997.    | Индонезија   | [[Ленка Немечкова\| Ленка Немечкова]] | [[Кери Ен Гуз\| Кери Ен Гуз]] [[Кристин Канс\| Кристин Канс]]                   | 4–6, 7–5, 5–7           |
| Другопласирани | 4.       | Новембар 1999. | Куала Лумпур | [[Рика Хираки\| Рика Хираки]]         | [[Јелена Костанић Тошић\| Јелена Костанић Тошић]] [[Тина Писник\| Тина Писник]] | 6–3, 2–6, 4–6           |
| Победник       | 5.       | Фебруар 2005.  | Мемфис       | Михо Саеки                            | [[Лора Гранвил\| Лора Гранвил]] [[Абигејл Спирс\| Абигејл Спирс]]               | 6–3, 6–4                |

## Финала Међународне тениске федерације
| $100,000 турнири |
| $75,000 турнири  |
| $50,000 турнири  |
| $25,000 турнири  |
| $10,000 турнири  |

### Сингл: 10 (5–5)
| Резултат       | Позиција | Датум               | Место     | Противник       | Скор          |
| -------------- | -------- | ------------------- | --------- | --------------- | ------------- |
| Победник       | 1.       | 10. октобар 1993.   | Ибараки   | Лиса Макши      | 3–6, 6–2, 7–5 |
| Другопласирани | 2.       | 15. март 1996.      | Рокфорд   | Ана Курњикова   | 1–6, 4–6      |
| Другопласирани | 3.       | 20. фебруар 2000.   | Мидланд   | Никол Прат      | 4–6, 3–6      |
| Другопласирани | 4.       | 24. септембар 2000. | Киркланд  | Бри Рипнер      | 3–6, 2–6      |
| Победник       | 5.       | 3. март 2002.       | Бендиго   | Синди Вотсон    | 6–1, 7–6      |
| Другопласирани | 6.       | 3. март 2003.       | Бендиго   | Рејчел Маквилан | 0–6, 2–6      |
| Победник       | 7.       | 20. април 2003.     | Хо Ши Мин | Шихо Хисамацу   | 6–3, 5–7, 6–2 |
| Победник       | 8.       | 19. октобар 2003.   | Хаибара   | Сеико Окамото   | 6–1, 6–4      |
| Победник       | 9.       | 2. новембар 2003.   | Пекинг    | Кси Јанзе       | 6–1, 7–6(2)   |
| Другопласирани | 10.      | 24. октобар 2004.   | Хаибара   | Аико Накамура   | 1–6, 4–6      |

### Дубл: 15 (7–8)
| Резултат       | Позиција | Датум             | Место            | Партнер         | Противник                              | Скор             |
| -------------- | -------- | ----------------- | ---------------- | --------------- | -------------------------------------- | ---------------- |
| Другопласирани | 1.       | 7. јун 1993.      | Сеул             | Казуе Такума    | Мима Черновита Иравати Искандар        | 5–7, 6–2, 3–6    |
| Победник       | 2.       | 5. јул 1993.      | Лохја            | Хироко Мочизуки | Стефани Гомпертс Анемари Микерс        | 6–2, 6–7, 6–4    |
| Другопласирани | 3.       | 7. март 1994.     | Офенбах на Мајни | Хироко Мочизуки | Сандра Вехтерсхојзер Петра Винзенхолер | 6–7, 3–6         |
| Победник       | 4.       | 21. август 1994.  | Фејетвил         | Ај Сугијама     | Андреа Леанд Елени Росидес             | 6–4, 7–5         |
| Другопласирани | 5.       | 6. август 1995.   | Остин            | Наоко Кијимута  | Шанан Макарти Џули Стивен              | 4–6, 3–6         |
| Другопласирани | 6.       | 21. март 1999.    | Нода             | Шинобу Асагое   | Чо Јун-јеонг Парк Сунг-хи              | 3–6, 3–6         |
| Другопласирани | 7.       | 24. октобар 1999. | Нешвил           | Шинобу Асагое   | Никол Арент Кејти Шлукебир             | 1–6, 6–7         |
| Победник       | 8.       | 3. април 2000.    | Вест Палм Бич    | Рика Хираки     | Ерика деЛоне Никол Прат                | 1–6, 6–0, 7–6(5) |
| Победник       | 9.       | 7. мај 2000.      | Гифу             | Шинобу Асагое   | Нани де Вилијерс Сурина де Бир         | 6–3, 6–1         |
| Другопласирани | 10.      | 8. јул 2001.      | Лос Гатос        | Рјоко Такемура  | Даун Бут Ванеса Веб                    | 2–6, 6–7         |
| Другопласирани | 11.      | 30. јун 2002.     | Едмонд           | Сатоми Кињо     | Лорен Калварија Габријела Ластра       | 1–6, 4–6         |
| Другопласирани | 12.      | 7. јул 2002.      | Лос Гатос        | Рјоко Такемура  | Терин Ешли Ванеса Веб                  | 3–6, 4–6         |
| Победник       | 13.      | 14. јул 2002.     | Колеџ Парк       | Михо Саеки      | Терин Ешли Џенифер Расел               | 7–5, 6–1         |
| Победник       | 14.      | 20. октобар 2002. | Хаибара          | Реми Тезука     | Харука Иноуе Маико Иноуе               | 6–0, 6–2         |
| Победник       | 15.      | 6. јул 2003.      | Лос Гатос        | Шинобу Асагое   | Танер Кокран Шенај Пери                | 6–4, 3–6, 6–2    |